# Glucorafanina
La glucorafanina è un glucosinolato presente nei broccoli e cavolfiori, in particolare nei giovani germogli. Quando questi alimenti vengono consumati, l'enzima mirosinasi converte la glucorafanina in rafanina.